# リチャード・コックス
リチャード・コックス（Richard Cocks、1566年1月 - 1624年）は、ステュアート朝イングランド（イギリス）の貿易商人。スタフォードシャー州・ストールブルックの人。江戸時代初期に日本の平戸にあったイギリス商館長（カピタン）を務めた。イングランド国教会（聖公会）の信徒。在任中に記した詳細な公務日記「イギリス商館長日記」（Diary kept by the Head of the English Factory in Japan: Diary of Richard Cocks, 1615-1622）は、イギリスの東アジア貿易の実態や日本国内の様々な史実を伝える一級の史料である。

## 人物・略歴

### 生誕からフランス移住
1565年1月20日、スタッフォードシャーのセイフォードにあるイングランド国教会の教区教会（Church of England parish church）であるセント・チャド教会で幼児洗礼を受けた。ストールブルックのヨーマンであったロバート・コックスと妻ヘレンの7人の子供のうち5番目の子供であった。
その後、ロンドンで徒弟となり、織物工組合の一員となり、南フランスのバイヨンヌに移住。
1605年、コックスはトーマス・ウィルソンにスパイとして雇われ、スペインに向かう途中でこの地域を通過するイギリス人のローマカトリック教徒の亡命者の動きを監視した。ポルトガル人の詐欺師に騙されて多額の金を失った後、イギリスの債権者に返済できなくなり、不名誉のうちにイギリスへ帰国した。国内での評判は台無しになったことから、イギリスを離れ、日本で新しい生活を始めることを決意した。

### 来日してイギリス商館長に
1613年（慶長18年）、コックスは東インド会社によって日本に派遣され、ジョン・セーリス率いるクローブ号にてリチャード・ウィッカムやウィリアム・イートンらと日本に来航。江戸幕府の大御所・徳川家康の外交顧問であったイングランド人のウィリアム・アダムス（三浦按針）の仲介によって家康に謁見して貿易の許可を得て、平戸にイギリス商館を建てて初代の商館長に就任した。
1615年（元和元年）に平戸において、三浦按針が琉球から持ち帰ったサツマイモを九州以北で最初に栽培したといわれている。
1615年6月5日の日記に、「豊臣秀頼様の遺骸は遂に発見せられず、従って、彼は密かに脱走せしなりと信じるもの少なからず。皇帝（徳川家康）は、日本全国に命を発して、大坂焼亡の際に城を脱出せし輩を捜索せしめたり。因って平戸の家は、すべて内偵せられ、各戸に宿泊する他郷人調査の実際の報告は、法官に呈せられたり。」と書いている。
1616年には征夷大将軍・秀忠に朱印状更新を求めるため江戸に参府した。1617年には英国王ジェームズ1世の家康宛ての親書を献上するため伏見で秀忠に謁見したが、返書は得られなかった。この頃からオランダによるイギリス船隊への攻撃が激しくなり、その非法を訴えるため、1618年 - 1619年には2度めの江戸参府を行った。1619年にも伏見滞在中の秀忠を訪問した。1620年（元和6年）の平山常陳事件では、その積荷と密航宣教師スーニガ及びフローレスの国際法上の扱いをめぐり幕府に貢献した。
しかし、1623年（元和9年）のアンボン虐殺事件を機にイギリス商館の閉鎖が決まったため日本を出国、翌年帰国の船中で病死した。

## 参考資料
- 『東京大学史料編纂所報』第13号（1978年）イギリス商館長日記 原文編之上 金井圓
- 『東京大学史料編纂所報』第14号（1979年）イギリス商館長日記  原文編之中 金井圓
- 『東京大学史料編纂所報』第15号（1980年）イギリス商館長日記 原文編之下 金井圓
- 『東京大学史料編纂所報』第14号（1979年）イギリス商館長日記 訳文編之上 金井圓・五野井隆史
- 『東京大学史料編纂所報』第15号（1980年）イギリス商館長日記 訳文編之下 金井圓・五野井隆史
- 『東京大学史料編纂所報』第16号（1981年）イギリス商館長日記 訳文編附録（上） 金井圓・五野井隆史
- 『東京大学史料編纂所報』第17号（1982年）イギリス商館長日記 訳文編附録（下） 金井圓・五野井隆史